# ウルムの和約 (1647年)
ウルムの和約（ウルムのわやく、ドイツ語: Waffenstillstand von Ulm）は、1647年3月14日にウルムで締結された、フランス王国、スウェーデン・バルト帝国、バイエルン選帝侯領の条約。
条約は三十年戦争の最中にフランスとスウェーデンがバイエルンに侵攻した後に締結され、バイエルン選帝侯マクシミリアン1世に神聖ローマ皇帝フェルディナント3世との同盟を破棄するよう強制した。
しかしマクシミリアン1世は同年秋に和約を破り、皇帝側に復帰した。